# Госген (округ)
Госген (нім. Bezirk Gösgen) — округ у Швейцарії в кантоні Золотурн.
Адміністративний центр — Нідергосген.

## Громади
У таблиці наведено список громад округу станом на 2022 рік, населення та площа станом на 2019 рік.

| Українська назва    | Оригінальна назва   | Код BFS | Населення | Площа |
| ------------------- | ------------------- | ------- | --------- | ----- |
| Візен               | Wisen (SO)          | 2502    | 433       | 4,8   |
| Вінцнау             | Winznau             | 2501    | 1902      | 3,9   |
| Гауенштайн-Іфенталь | Hauenstein-Ifenthal | 2491    | 308       | 5,4   |
| Ерлінсбах           | Erlinsbach (SO)     | 2503    | 3555      | 8,9   |
| Кінберг             | Kienberg            | 2492    | 504       | 8,5   |
| Лосторф             | Lostorf             | 2493    | 3942      | 13,3  |
| Нідергосген         | Niedergösgen        | 2495    | 3830      | 4,3   |
| Обергосген          | Obergösgen          | 2497    | 2271      | 3,6   |
| Трімбах             | Trimbach            | 2500    | 6595      | 7,6   |
| Штюсслінген         | Stüsslingen         | 2499    | 1196      | 8,4   |